# Toana nigrilineata
Toana nigrilineata là một loài bướm đêm trong họ Noctuidae.